# 奧澤羅 (沃洛季米列齊區)
51°30′3″N 26°13′2″E / 51.50083°N 26.21722°E
奧澤羅（烏克蘭語：Озеро）是位於烏克蘭西北部里夫內州裏瓦拉什區的村莊，面積54.4平方公里，海拔高度157米，2001年人口1,564，人口密度每平方公里28.8人。